# Buzy
Buzy é uma comuna francesa na região administrativa da Nova Aquitânia, no departamento dos Pirenéus Atlânticos. Estende-se por uma área de 16,68 km². Em 2010 a comuna tinha 1 003 habitantes (densidade: 60,1 hab./km²).